# シャルル・ノディエ

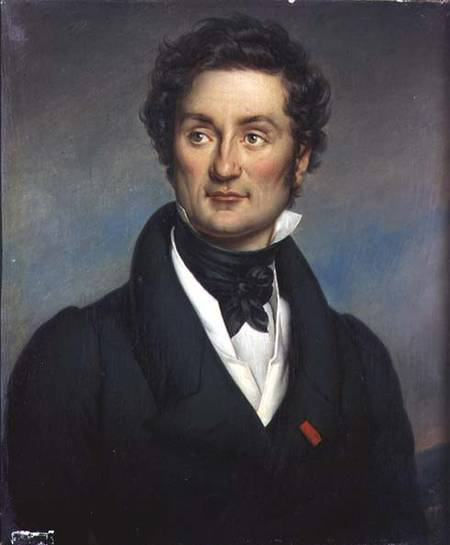
シャルル・ノディエ
ポーラン・ゲランによる肖像画

シャルル・ノディエ（Charles Nodier、1780年4月29日 - 1844年1月27日）は、フランスの小説家。フランス幻想文学の祖と言われる。

## 生涯
フランスのブザンソンに生まれる。フランス革命の動乱の時代にあってまとまった正規の教育は受けなかったが、11歳の時に革命演説をするなど早熟な少年で、反ナポレオン活動で山野を逃げ回ることもあった。逃亡先の村々での老婆の炉端語りと、チョウ蒐集を愛好し、18歳の時に昆虫の触角についての著作を著す。瞑想社という結社を作り、そこの友人の妹に恋をするが、彼女は翌年に死亡、その義妹と結婚する。
1818年から「ジャン・スボガール」、「テレーズ・オベール」「スマラ、あるいは夜の霊」「トリルビー」などを発表。1823年にシャルル10世（アルトワ伯）の私設図書館であったパリのアルスナル図書館に職を得てそこに住まい、図書館が国立となった後も継続する。そこで若い文学者達を集めたサロンを開き、その中にはヴィクトル・ユーゴーやデュマなどがいてフランスのロマン主義運動の元となった。『パリ評論』の創刊に携わり、これに作品を定期的に発表するようになる。7月革命後もアルスナル図書館にとどまることを認められ、この1830年に奔放な幻想物語「ボヘミヤの王と七つの城の物語 (Les sept châteaux du roi de Bohème)」、幻想文学論「文学における幻想について (Rêveries littéraires, morales et fantastiques)」を発表。続いて1832年「パン屑の妖精」などを発表。1833年にアカデミー会員に選出。書誌蒐集家でもあり、特にインキュナブラ（印刷技術初期の本）の膨大な蔵書があった。辞書作りも手がけて『アカデミー辞書批判』『擬音語辞典』なども著す。1844年にアルスナル図書館の邸にて死去。

## 作品と業績
ノディエの幻想的な作品はジャック・カゾット『悪魔の恋』ヤン・ポトツキ『サラゴサ手稿』など先駆的な幻想作品の影響を受けて生まれ、作品の特徴は、民衆の炉端語りの伝説などを文学として取り入れたこと、現実と入り混じる悪夢や幻想を描いたことにある。最初の幻想的な作品は、恋人を失った体験による1806年「夜の一時の幻 (Une Heure ou la Vision)」で、1821年「スマラ、あるいは夜の霊 (Smara ou les Dèmons de la Nuit)」ではかつて過ごしたダルマチア地方の吸血鬼伝説、1822年「アジールの妖精トリルビー Trilby, ou le lutin d'Argail」はスコットランドの伝説をもとにしている。
1828年以来のフランスへのE.T.A.ホフマンの紹介による亜流の流行の中でも、ノディエの作品は独自性を持っていた。1832年「パン屑の妖精 (La Fée aux miettes)」にはホフマン「黄金の壷」の影響も見られるが、夢、狂気と現実の混交から超現実的世界が生まれる。
他に、ゴシック小説風の1819年「テレーズ・オベール」や1837年「イネス・デ・ラス・シエラス (Inès de Las Sierras)」（ギズモンド城の幽霊）、1838年「蠟燭祭九日祈願 (La Nouvaine de la chandleur)」のような神秘主義的作品、1844年「そら豆とスイートピー (Trésor des fèves et Fleur des pois)」などのお伽噺風作品もある。てんかん質であったとも言われており、1832年「青靴下のジャン=フランソワ (Jean-François les Bas-Bleus)」、「白痴のバチスト (Baptiste Montauban ou l'idiot)」「パン屑の妖精」などの狂人描写にその影響があるとも言われる。
逃避行を続けていた頃を描く自伝的小説「逮捕状その後」、革命時代を描く「革命の思い出と肖像 (Souvenirs épisodes et portraits pour servir à l'histoire de la Révolution et de l'Empire)」もある。
フランスにゲーテやバイロンを紹介するなど、作家達に与えた影響は大きく、幻想的な作風はテオフィル・ゴーティエやジェラール・ド・ネルヴァルに引き継がれた。

### 日本語訳
- 『炉辺夜話集』篠田知和基訳 牧神社 1975年
- 『シャルル・ノディエ選集』全5巻 篠田知和基訳 牧神社 1975-76年
- 『ノディエ幻想作品集』広田正敏訳 創土社 1976年
- 『ノディエ幻想短編集』篠田知和基訳 岩波文庫 1990年